# Roundup Ready
Roundup Ready – znak handlowy firmy Monsanto oznaczający odporność roślin zmodyfikowanych genetycznie na herbicyd Roundup. Stosowane są dwa rodzaje modyfikacji. Jedna zwiększa odporność enzymu EPSPS na glifosat (aktywny składnik chemiczny herbicydu). Druga wprowadza enzym oksydoreduktazę glifosatu, rozkładającą glifosat w organizmie rośliny. Rośliny Roundup Ready umożliwiają stosowanie herbicydu nie tylko przed okresem uprawowym, ale także w okresie wegetacji. Modyfikacje powodowały lekki spadek plenności, później firma wprowadziła odmiany Roundup Ready 2, nieposiadające tej wady.